# Oriol (nombre)
Oriol es nombre de pila de origen catalán, proveniente del latín aureolus que significa "dorado, de oro". Muy extendido en Cataluña y Aragón durante la Edad Media.
También es el nombre de un pájaro, la oropéndola europea u oriol (Oriolus oriolus) un pájaro que viene en verano a Cataluña, y de la ciudad rusa de Oriol. El diminutivo del nombre catalán es Uri.
En gran parte, este nombre vivió esa gran difusión en Cataluña debido al prestigio del conde carolingio Aureolo. Después de la Edad Media el nombre dejó de usarse y permaneció solamente como apellido. Prueba de ello es san José Oriol, sacerdote catalán canonizado, en este caso Oriol es un apellido.
Es en los años 70 y 80 del siglo XX cuando Oriol resurgió y comenzó a popularizarse hasta convertirse en uno de los nombres favoritos de Cataluña. En el año 2007 Oriol ocupó el puesto 13 en la lista de nombres más puestos en Cataluña, según datos del Instituto de Estadística de Cataluña (IDESCAT).
- Datos: Q11939526
- Multimedia: Oriol (given name) / Q11939526